# Станіслав Цат-Мацкевич
Станіслав Цат-Мацкевич (пол. Stanisław Mackiewicz; 18 грудня 1896, Санкт-Петербург — 18 лютого 1966, Варшава) — польський письменник і публіцист, прем'єр-міністр уряду Республіки Польща в вигнання 1954—1955. Брат Юзефа Мацкевича.
В 1964 році підписав лист 34-х інтелектуалів прем'єр-міністра Юзефу Циранкевичу, в якому міститься заклик до зміни польської культурної політики у відповідності до прав, закріплених у Конституції.

## Твори
- Kropki nad i (1927)
- Dziś i jutro (1929)
- Myśl w obcęgach. Studja nad psychologją społeczeństwa sowietów (1931)
- Książka moich rozczarowań (1939)
- Historja Polski od 11 listopada 1918 r. do 17 września 1939 r. (1941)
- O jedenastej — powiada aktor — sztuka jest skończona. Polityka Józefa Becka (1942)
- Klucz do Piłsudskiego (1943)
- Lata nadziei. 17 września 1939 — 5 lipca 1945 (1945)
- Dostojewski (1947)
- Stanisław August (1953)
- Londyniszcze (1957)
- Muchy chodzą po mózgu (1957)
- Zielone oczy (1958)
- Był bal (1961)
- Herezje i prawdy (1962)
- Europa in flagranti (1965)
- Dom Radziwiłłów (1990)